# Hubertus Tellenbach
Hubertus Tellenbach, né le 15 mars 1914 à Cologne et mort le 4 septembre 1994 à Munich, est un psychiatre allemand qui est particulièrement connu pour ses études sur la mélancolie et la dépression. Docteur en Philosophie, il a aussi été lié au mouvement de la Daseinsanalyse et à la psychopathologie phénoménologique. Il soutient sa thèse d'habilitation en médecine à Munich en 1952 et fait toute sa carrière à l'Université  de Heidelberg, de 1956 à 1979.
C'est aussi en 1979 que paraît la première traduction française de son ouvrage sur la mélancolie, paru en Allemagne dès 1961. Cette traduction est l'occasion d'un grand colloque organisé en octobre de la même année à la Faculté Necker et dont les contributions sont réunies dans l'ouvrage La réalité, le comique et l'humour. Autour de la pensée de Tellenach, sous la direction de Yves Pélicier.
Le travail de Tellenbach, qui se situe dans la lignée de Binswanger et von Gebsattel, a également été profondément marqué par la pensée de Heidegger, puis par l'herméneutique de Gadamer.
Dans Geschmack und Atmosphäre (Salzbourg, 1968), traduit en français en 1985, il plaide pour une réévaluation du "sens oral" (alors que la tradition occidentale privilégie la vue), avec des exemples tirés en partie de la littérature (Dostoïevski, Strindberg).
Quant à sa position par rapport à la psychanalyse, il l'a définie dans un entretien avec Philippe Forget: "Il y a des acquis fondamentaux de la psychanalyse, et elle est un aspect  indispensable de la panoplie thérapeutique. [...] Tant que la psychanalyse se définit comme une méthode particulière de la psychiatrie, je la tiens pour indispensable. Mais dès qu'elle prétend s'ériger en anthropologie, je la crois funestement réductrice" (Le Monde, 2 mars 1982).

## Œuvres
- La mélancolie, Presses Universitaires de France, coll. « Psychiatrie ouverte », 1985.  (ISBN 2130360521)
- La réalité, le comique et l'humour, & Yves Pelicier : Autour de la pensée de Tellenbach,   éd. Economica, coll. « Sciences humaines », 1981.  (ISBN 271780448X)
- Goût et atmosphère, Presses Universitaires de France, coll. « Psychiatrie ouverte », 1985  (ISBN 2130375537)
- L'Image du père dans le mythe et l'histoire, Tome 1 : Égypte, Grèce, Ancien et Nouveau Testaments, Presses Universitaires de France, coll. « Psychiatrie ouverte », 1983.  (ISBN 2130380824)